# دوبال‌میوه باودی
دوبال‌میوه باودی (نام علمی: Dipterocarpus baudii) نام یک گونه از سرده دوبال‌میوه‌ها است.